# Australie en coupe du monde de cricket de 2003
L'équipe d'Australie de cricket a remporté la Coupe du monde de cricket de 2003 en battant l'Inde en finale et en gagnant tous ses matchs. C'est le troisième titre des Australiens dans cette compétition après 1987 et la 1999, et le deuxième consécutif, égalant ainsi la performance des Indes occidentales et ses deux titres consécutifs de 1975 et 1979. L'Australie devient la première nation à remporter trois fois la Coupe du monde.

## Équipe
L'équipe était entraînée par John Buchanan.
La sélection était composée des joueurs suivants.
| joueur         | spécialité principale       | équipe                |
| -------------- | --------------------------- | --------------------- |
| Ricky Ponting  | captaine, batteur           | Tasmanian Tigers      |
| Adam Gilchrist | gardien de guichet, batteur | Western Warriors      |
| Michael Bevan  | batteur                     | New South Wales Blues |
| Andy Bichel    | fast bowler                 | Queensland Bulls      |
| Nathan Bracken | fast bowler                 | New South Wales Blues |
| Ian Harvey     | gardien de guichet, batteur | Victorian Bushrangers |
| Nathan Hauritz | all-rounder                 | Queensland Bulls      |
| Matthew Hayden | batteur                     | Queensland Bulls      |
| Brad Hogg      | unorthodox spinner          | Western Warriors      |
| Brett Lee      | fast bowler                 | New South Wales Blues |
| Darren Lehmann | batteur                     | Southern Redbacks     |
| Jimmy Maher    | gardien de guichet          | Queensland Bulls      |
| Damien Martyn  | batteur                     | Western Warriors      |
| Glenn McGrath  | fast bowler                 | New South Wales Blues |
| Andrew Symonds | all-rounder                 | Queensland Bulls      |

## Parcours

### Phase de poules
L'Australie était dans le groupe A, avec l'Inde, le Zimbabwe, l'Angleterre, le Pakistan, les Pays-Bas et la Namibie. Elle a remporté ses trois matchs et a fini première de sa poule.
| Date       | Scores                                                     | Résultat                          | Homme du match              |
| ---------- | ---------------------------------------------------------- | --------------------------------- | --------------------------- |
| 11 février | Australie 310/8, 50 overs Pakistan 228 all out, 44.3 overs | Australie gagne par 82 runs       | Andrew Symonds (Australie)  |
| 15 février | Inde 125, 41.4 overs Australie 128/1, 22.2 overs           | Australie gagne par 9 wickets     | Jason Gillespie (Australie) |
| 20 février | Australie 170/2, 36 overs Pays-Bas 122, 30.2 overs         | Australie gagne par 55 runs (D/L) | Damien Martyn (Australie)   |
| 24 février | Zimbabwe 246/9, 50 overs Australie 248/3, 47.3 overs       | Australie gagne par 7 wickets     | Andy Blignaut (Zimbabwe)    |
| 27 février | Australie 301/6, 36 overs Namibie 45, 14 overs             | Australie gagne par 256 runs      | Glenn McGrath (Australie)   |
| 2 mars     | Angleterre 204/8, 50 overs Australie 208/8, 49.4 overs     | Australie gagne par 2 wickets     | Andy Bichel (Australie)     |

### Super Six
L'Australie s'étant qualifiée pour le deuxième tour, appelé Super Six, elle a rencontré dans une poule unique toutes les autres nations qualifiées, à l'exception de celles déjà rencontrées en poule. Les Australiens remportèrent tous leurs matchs et finirent premier du Super Six.
| Date    | Scores                                                      | Résultat                      | Homme du match                |
| ------- | ----------------------------------------------------------- | ----------------------------- | ----------------------------- |
| 7 mars  | Australie 319/5, 50 overs Sri Lanka 223 all out, 47.4 overs | Australie gagne par 96 runs   | Ricky Ponting (Australie)     |
| 11 mars | Australie 208/9, 50 overs Nouvelle-Zélande 112, 30.1 overs  | Australie gagne par 96 runs   | Shane Bond (Nouvelle-Zélande) |
| 15 mars | Kenya 174/8, 50 overs Australie 178/5, 31.2 overs           | Australie gagne par 5 wickets | Aasif Karim (Kenya)           |

### Demi-finale
| Date    | Scores                                                | Résultat                          | Homme du match             |
| ------- | ----------------------------------------------------- | --------------------------------- | -------------------------- |
| 18 mars | Australie 212/7, 50 overs Sri Lanka 123/7, 38.1 overs | Australie gagne par 48 runs (D/L) | Andrew Symonds (Australie) |

### Finale
| Date    | Scores                                         | Résultat                     | Homme du match            |
| ------- | ---------------------------------------------- | ---------------------------- | ------------------------- |
| 23 mars | Australie 359/2, 50 overs Inde 234, 39.2 overs | Australie gagne par 125 runs | Ricky Ponting (Australie) |

## Records

### Records de l'équipe d'Australie
L'équipe d'Australie a établi plusieurs records au cours de cette victoire en coupe du monde :
- Plus grand nombre de victoires finales en Coupe du monde (3)
- Plus grand nombre de victoires finales consécutives (2), à égalité avec les Indes occidentales